# Битка при Абдера
Битката при Абдера (Битката при Бистонското Езеро) е сражение между силите на севастократор Момчил и турския флот на Умур Бег, емир на Айдън. Резултатът е българска победа.
През юни 1344 г., защитавайки владенията си от турските набези, Момчил напада и побеждава турците от Айдън в битката при Бистонското езеро (Порто Лагос) като запалва турския флот – изгаря 3 от 15-те турски кораба, разбива охраняващия ги турски отряд, позволил си да дебаркира на неговия беломорски бряг и избива 250 турци. Така започва войната на Момчил войвода с Умур бег и византийския му съюзник, императорът Йоан VI Кантакузин. Скоро след това Кантакузин е победен в сражението при Мосинопол.